# 劉秉仁 (正德進士)
劉秉仁，字思孝，四川大邑县人，明朝政治人物、同進士出身。

## 生平
正德九年（1514年），登甲戌科進士。正德十二年，接替鍾卿密，擔任南直隶常州府宜興縣知縣，后升錦衣衛經歷。由韓儒接任知縣。嘉靖十三年（1534年）官雲南寻甸军民府知府。